# Волиця-Бжозова-Кольонія
Волиця-Бжозова-Кольонія (пол. Wolica Brzozowa-Kolonia) — село в Польщі, у гміні Комарув-Осада Замойського повіту Люблінського воєводства.
Населення — 97 осіб (2011).
У 1975-1998 роках село належало до Замойського воєводства.

## Демографія
Демографічна структура станом на 31 березня 2011 року:
|          | Загалом | Допрацездатний вік | Працездатний вік | Постпрацездатний вік |
| -------- | ------- | ------------------ | ---------------- | -------------------- |
| Чоловіки | 52      | 7                  | 30               | 15                   |
| Жінки    | 45      | 4                  | 21               | 20                   |
| Разом    | 97      | 11                 | 51               | 35                   |